# Somogyszentpál
Somogyszentpál is een plaats (község) en gemeente in het Hongaarse comitaat Somogy. Somogyszentpál telt 807 inwoners (2001).